# James Watt

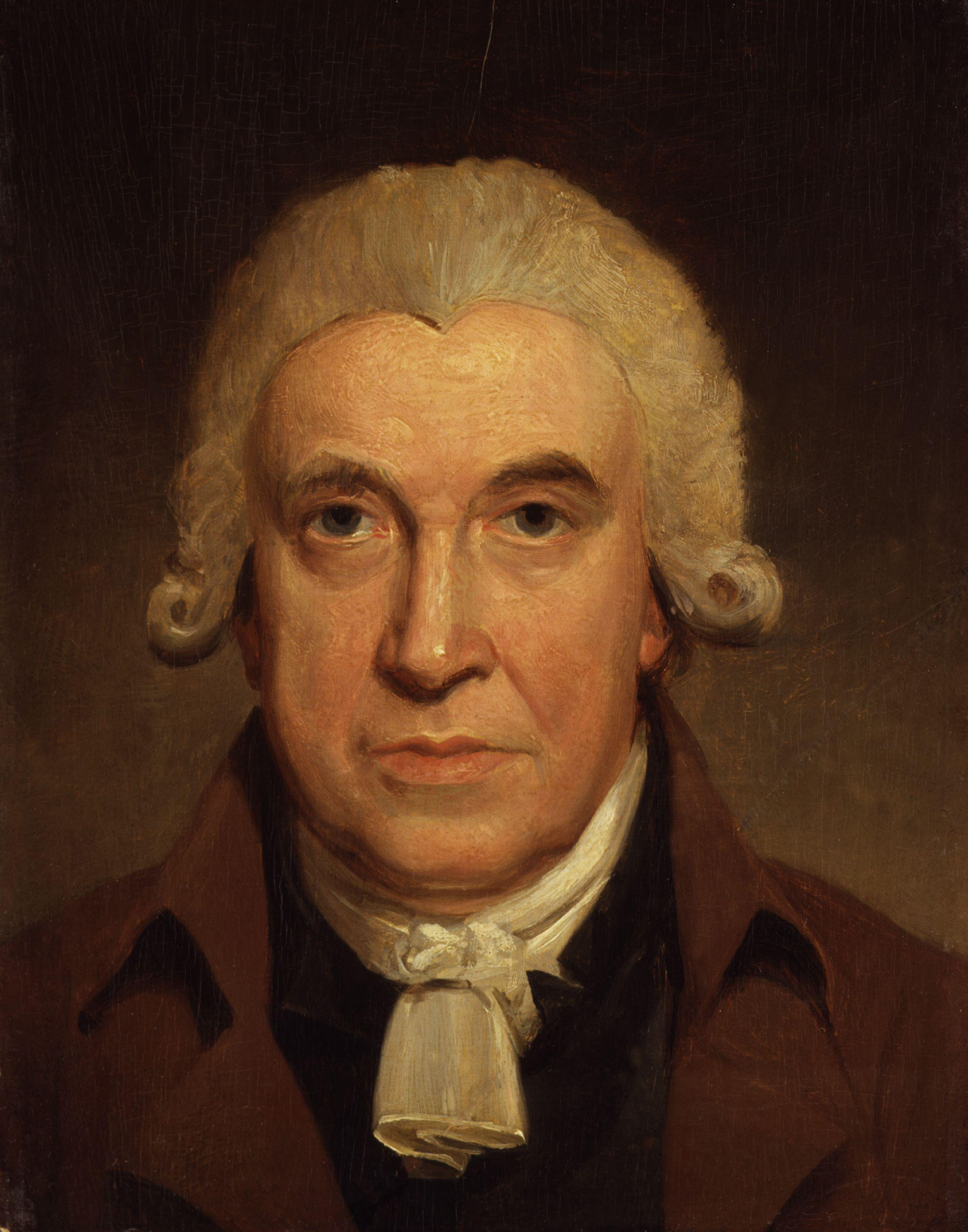
James Watt, målning av Henry Howard.

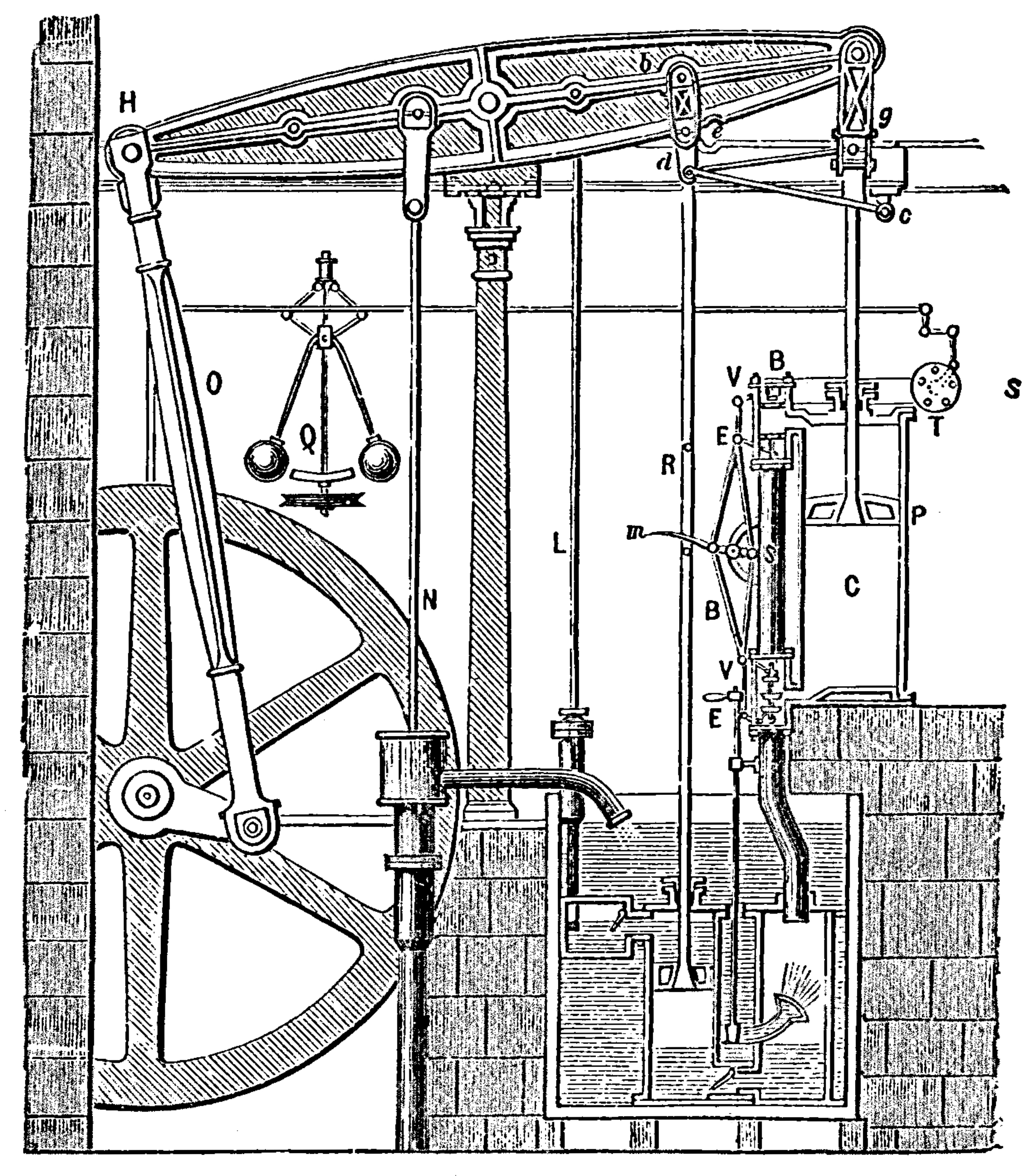
Ångmaskin konstruerad av Boulton & Watt. Ritning från 1784.

James Watt, född 19 januari 1736 i Greenock, Renfrewshire, död 25 augusti 1819 i Handsworth, Birmingham, var en brittisk (skotsk) uppfinnare. Watt uppfann inte ångmaskinen men han kom att gå till historien som den som förbättrade den så att det kom att revolutionera samhället och världen.

## Biografi
Watt föddes i Greenock utanför Glasgow i Skottland. Vid 18 års ålder skickades han till London för att arbeta som instrumentmakarlärling, men av någon anledning återvände han innan hans utbildning var färdig. Han tänkte då etablera sig som instrumentmakare i Glasgow, men skrået vägrade att ge honom det tillstånd som krävdes. Han lyckades istället få anställning på universitetet som matematisk instrumentmakare, och på så sätt fick han också tillgång till en verkstad.
På detta sätt kom Watt i kontakt med den akademiska världen och lärde känna många olika vetenskapsmän. Bland dessa fanns Joseph Black, en framstående kemist och professor i medicin som intresserade sig för värmelära och gjorde några viktiga upptäckter på det området. På detta sätt började den tilltänkta instrumentmakaren att istället fundera på sätt att förbättra ångmaskiner.

## Förbättring av ångmaskinen
Ångmaskiner användes på den tiden till att pumpa upp vatten ur gruvor. De ersatte det tidigare systemet, som byggde på hästdrivna pumpar. Den första ångmaskinen konstruerades av den franske fysikern Denis Papin, men den som allmänt användes på 1700-talet uppfanns av engelsmannen Thomas Newcomen. En ångmaskin fungerar genom att hetta upp vatten tills det förångas. Sedan fyller man en cylinder med vattenångan. När man sedan kyler ångan skapas ett undertryck i cylindern, och lufttrycket utanför pressar in en kolv i den. På det sättet får man en dragande kraft. För att fylla cylindern igen måste man dra ut den, eftersom ångtrycket inte är tillräckligt starkt för att pressa ut den. Men i gruvpumpar var detta inget problem eftersom de var drivna just av en fram-och-tillbakagående rörelse, och denna kunde åstadkommas med hjälp av lämpligt arrangerade tyngder.
Trots att den avsevärt förbättrats av den engelske ingenjören John Smeaton (som hade motarbetats av bönder som såg den som en konkurrent om deras arbete vid gruvorna), hade Newcomens ångmaskin en förhållandevis låg verkningsgrad, vilket begränsade dess användning. I själva verket hade de flesta gruvor kvar sina hästdrivna pumpar. James Watt gjorde några tappra försök att förändra detta under åren 1759–1776, utan några större resultat. När han emellertid 1764 fick in en ångmaskin för reparation påbörjade han en grundlig undersökning av ångans egenskaper, som dittills varit i det närmaste okända. Han kom fram till att två saker hade betydelse för ångmaskinens verkningsgrad: för det första skulle den kondenserande ångan hållas så kall som möjligt för att skapa ett så kraftigt undertryck som möjligt, och för det andra skulle cylindern, som ångan släpptes in i, vara så het som möjlig. Uppenbarligen en problematisk kombination.
År 1765 fann han en lösning: om man kondenserade ångan i ett kärl utanför själva maskinen kunde båda kraven tillgodoses eftersom kondenseringskärlet och cylindern kunde kylas respektive värmas separat. Han påbörjade arbetet med att konstruera en sådan maskin och införde även några andra förbättringar, bland annat den geniala centrifugalregulatorn som gav bättre möjligheter att automatiskt kontrollera varvtalet. Resultatet blev en verkningsgrad som på den tiden var revolutionerande: fyra gånger bättre än Newcomens maskin. Han patenterade sin nya konstruktion 1781. Nu kunde han med sitt goda anseende ta sig an ett stort antal beställningar. Han kunde även grunda en ångmaskinsfabrik, Boulton & Watt, som fram till år 1824 tillverkade 1164 ångmaskiner.

## Hästkraften
Watt var en av pionjärerna när det gällde att skilja mellan arbete och effekt. Han införde enheten HorsePower (H.P.) för effekt. En engelsk H.P. motsvarar 745,5 W. Genom en felöversättning av det engelska ordet "Power" kom enheten på svenska att kallas hästkraft, trots att det inte är fråga om någon kraft. Den svenska hästkraften var ett metriskt mått, lika med 75 kpm per sekund (735,75 W). För att hedra Watt har SI-enheten för effekt uppkallats efter honom.

## Andra uppfinningar
Watt utvecklade en kopieringsmaskin för  brev och ritningar, som han beviljades patent på den 31 maj 1780 (brittiskt patent nr 1244). Brevet eller ritningen, som skrevs med ett speciellt bläck, kopierades spegelvänt till ett fuktat japanpapper och kunde läsas från dess baksida. Maskinen tillverkades långt efter Watts död och användes bland annat av USA:s president George Washington.
Watt arbetade också med väg- och vattenbyggnad och utvecklade en micrometer för att mäta avstånd och vinklar, som påminner om dagens  teodolit. För vattenverket i Glasgow utvecklade han en flexibel rörledning under floden  
Clyde.

## Eftermäle
De båda asteroiderna 5961 Watt och 11332 Jameswatt är uppkallade efter honom. Även nedslagskratern Watt på månen uppkallade efter honom.
Watt inredde en verkstad på vinden i det hus han lät bygga 1791, där han efter sin pensionering fortsatte att arbeta med sina idéer. Verkstaden, som stod orörd tills huset revs 1924, har återuppbyggts på Science Museum i London.